# Mathilde Karoline von Bayern
Prinzessin Mathilde Karoline Friederike Wilhelmine Charlotte von Bayern (* 30. August 1813 in Augsburg; † 25. Mai 1862 in Darmstadt) war durch Heirat Großherzogin von Hessen und bei Rhein.

## Leben
Mathilde wurde als Tochter von König Ludwig I. von Bayern und dessen Frau, der Prinzessin Therese Charlotte Luise von Sachsen-Hildburghausen, geboren.
Am 26. Dezember 1833 heiratete sie Erbgroßherzog Ludwig (III.) von Hessen, Sohn von Großherzog Ludwig II. von Hessen und bei Rhein und Prinzessin Wilhelmine von Baden, in München. Die Ehe blieb kinderlos. Mit dem Tod ihres Schwiegervaters wurde sie 1848 Großherzogin von Hessen.
Mathilde starb 1862 mit 48 Jahren in Darmstadt an Krebs. Ihr Grabmal befindet sich in der Darmstädter Ludwigskirche.
Nach ihr wurden die Mathildenhöhe, der Mathildenplatz in Darmstadt und die Mathildenterrasse auf dem Kästrich in Mainz benannt. Ebenfalls auf sie geht der Name von Offenbach-Mathildenviertel zurück. In der Münchner Ludwigsvorstadt wurde die Mathildenstraße nach ihr benannt.

## Ahnentafel
| Ahnentafel von Mathilde Karoline Joseph von Bayern | Ahnentafel von Mathilde Karoline Joseph von Bayern                                                                       | Ahnentafel von Mathilde Karoline Joseph von Bayern                                                                       | Ahnentafel von Mathilde Karoline Joseph von Bayern                                                                        | Ahnentafel von Mathilde Karoline Joseph von Bayern                                                                        | Ahnentafel von Mathilde Karoline Joseph von Bayern                                                                               | Ahnentafel von Mathilde Karoline Joseph von Bayern                                                                               | Ahnentafel von Mathilde Karoline Joseph von Bayern                                                                           | Ahnentafel von Mathilde Karoline Joseph von Bayern                                                                           |
| -------------------------------------------------- | --- | --- | --- | --- | --- | --- | --- | --- |
| Ururgroßeltern                                     | Herzog Christian III. von Pfalz-Zweibrücken (1674–1735) ⚭ 1719 Karoline von Nassau-Saarbrücken (1704–1774)               | Joseph Karl von Pfalz-Sulzbach (1694–1729) ⚭ 1717 Elisabeth Auguste Sofie von der Pfalz (1693–1728)                      | Landgraf Ludwig VIII. von Hessen-Darmstadt (1691–1768) ⚭ 1717 Charlotte von Hanau-Lichtenberg (1700–1726)                 | Graf Christian Carl Reinhard von Leiningen-Dagsburg (1695–1766) ⚭ 1726 Katharina Polyxena von Solms-Rödelheim (1702–1765) | Herzog Ernst Friedrich II. von Sachsen-Hildburghausen (1707–1745) ⚭ 1726 Caroline von Erbach (1700–1758)                         | Herzog Ernst August I. von Sachsen-Weimar-Eisenach (1688–1748) ⚭ 1734 Sophie Charlotte von Brandenburg-Bayreuth (1713–1747)      | Karl zu Mecklenburg (1708–1752) ⚭ 1735 Elisabeth Albertine von Sachsen-Hildburghausen (1713–1761)                            | Georg Wilhelm von Hessen-Darmstadt (1722–1782) ⚭ 1748 Maria Luise Albertine zu Leiningen-Dagsburg-Falkenburg (1729–1818)     |
| Urgroßeltern                                       | Herzog Friedrich Michael von Pfalz-Birkenfeld (1724–1767) ⚭ 1746 Maria Franziska Dorothea von Pfalz-Sulzbach (1724–1794) | Herzog Friedrich Michael von Pfalz-Birkenfeld (1724–1767) ⚭ 1746 Maria Franziska Dorothea von Pfalz-Sulzbach (1724–1794) | Georg Wilhelm von Hessen-Darmstadt (1722–1782) ⚭ 1748 Maria Luise Albertine von Leiningen-Dagsburg-Falkenburg (1729–1818) | Georg Wilhelm von Hessen-Darmstadt (1722–1782) ⚭ 1748 Maria Luise Albertine von Leiningen-Dagsburg-Falkenburg (1729–1818) | Herzog Ernst Friedrich III. Carl von Sachsen-Hildburghausen (1727–1780) ⚭ 1758 Ernestine von Sachsen-Weimar Eisenach (1740–1786) | Herzog Ernst Friedrich III. Carl von Sachsen-Hildburghausen (1727–1780) ⚭ 1758 Ernestine von Sachsen-Weimar Eisenach (1740–1786) | Großherzog Karl zu Mecklenburg-Strelitz (1741–1816) ⚭ 1768 Friederike Caroline Luise von Hessen-Darmstadt (1752–1782)        | Großherzog Karl zu Mecklenburg-Strelitz (1741–1816) ⚭ 1768 Friederike Caroline Luise von Hessen-Darmstadt (1752–1782)        |
| Großeltern                                         | König Maximilian I. Joseph (1756–1825) ⚭ 1785 Auguste Wilhelmine von Hessen-Darmstadt (1765–1796)                        | König Maximilian I. Joseph (1756–1825) ⚭ 1785 Auguste Wilhelmine von Hessen-Darmstadt (1765–1796)                        | König Maximilian I. Joseph (1756–1825) ⚭ 1785 Auguste Wilhelmine von Hessen-Darmstadt (1765–1796)                         | König Maximilian I. Joseph (1756–1825) ⚭ 1785 Auguste Wilhelmine von Hessen-Darmstadt (1765–1796)                         | Herzog Friedrich von Sachsen-Hildburghausen (1763–1834) ⚭ 1785 Charlotte Georgine Luise von Mecklenburg-Strelitz (1769–1818)     | Herzog Friedrich von Sachsen-Hildburghausen (1763–1834) ⚭ 1785 Charlotte Georgine Luise von Mecklenburg-Strelitz (1769–1818)     | Herzog Friedrich von Sachsen-Hildburghausen (1763–1834) ⚭ 1785 Charlotte Georgine Luise von Mecklenburg-Strelitz (1769–1818) | Herzog Friedrich von Sachsen-Hildburghausen (1763–1834) ⚭ 1785 Charlotte Georgine Luise von Mecklenburg-Strelitz (1769–1818) |
| Eltern                                             | König Ludwig I. (1786–1868) ⚭ 1810 Therese von Sachsen-Hildburghausen (1792–1854)                                        | König Ludwig I. (1786–1868) ⚭ 1810 Therese von Sachsen-Hildburghausen (1792–1854)                                        | König Ludwig I. (1786–1868) ⚭ 1810 Therese von Sachsen-Hildburghausen (1792–1854)                                         | König Ludwig I. (1786–1868) ⚭ 1810 Therese von Sachsen-Hildburghausen (1792–1854)                                         | König Ludwig I. (1786–1868) ⚭ 1810 Therese von Sachsen-Hildburghausen (1792–1854)                                                | König Ludwig I. (1786–1868) ⚭ 1810 Therese von Sachsen-Hildburghausen (1792–1854)                                                | König Ludwig I. (1786–1868) ⚭ 1810 Therese von Sachsen-Hildburghausen (1792–1854)                                            | König Ludwig I. (1786–1868) ⚭ 1810 Therese von Sachsen-Hildburghausen (1792–1854)                                            |
| Mathilde Karoline von Bayern                       | | | | | | | | |